# Los Llanitos (Schiff, 1993)
Koordinaten: 19° 10′ 44″ N, 104° 41′ 58″ W
Die Los Llanitos war ein Massengutfrachter, der im Oktober 2015 durch den Hurrikan Patricia an der mexikanischen Küste nahe Barra de Navidad strandete und dessen Wrack seitdem als Touristenattraktion und Fotomotiv bekannt ist.

## Geschichte und Charakteristika
Das Schiff wurde zwischen 1992 und 1993 als Panamax-Massengutfrachter auf der japanischen Werft Hitachi Zosen in Maizuru unter der Werftnummer 4866 gebaut. Im März 1993 erfolgte der Stapellauf und das Schiff wurde auf den Namen Transgiant getauft. Das Schiff hatte eine Länge von 223,64 Metern, eine Breite von 32,19 Metern und ein Ladevolumen für Massengut von 85.108 m3. Die Ablieferung an philippinische Eigner erfolgte im Juni desselben Jahres. Vermutlich waren die Frachter Maritime Nancy (IMO: 8811792), Maritime Grace (IMO:  8811780) und Transworld (IMO: 9045900) Schwesterschiffe der Transgiant.
Vermutlich fuhr die Transgiant zunächst für die philippinische Reederei San Augustin Shipping Corporation. Im Jahr 1998 transportierte das Schiff Rohzucker von Townsville, Australien, nach Kanada. Ab Mai 2001 wurde das Schiff für rund ein Jahr von dem Getreidelieferanten Bunge gemietet. Im Jahr 2004 wurde sie von MSNBC, in Richtung Golf von Mexiko fahrend, auf dem Mississippi als Symbolbild abgelichtet. Im Oktober 2005 wurde die Transgiant an die panamaische Reederei Latin King verkauft. Ab Februar 2007 wurde das Schiff für etwa ein halbes Jahr von der Massengutreederei Norden gemietet. Anfang Januar 2010 wurde das Schiff auf dem Unteren Mississippi aufgrund von Mängeln durch die Küstenwache von New Orleans im Zuge einer Hafenstaatkontrolle festgesetzt. Im Mai desselben Jahres wurde das Schiff an die zypriotische Elpida Marine Company verkauft und in Panamax Giant umbenannt. Im Oktober 2010 exportierte das Schiff Gerste aus Kanada. Im Juli 2012 nahm das Schiff 22.500 Tonnen Gerste im Hafen von Warna, Bulgarien, auf. Im Juli 2013 wurde das Schiff für vier Tage im Hafen von Dünkirchen aufgrund von kleineren Mängeln im Rahmen einer Hafenstaatkontrolle festgehalten. Am 30. Mai 2014 war der Frachter in einen Unfall im Hafen von Vitória, Brasilien, verwickelt. Im September 2014 wurde der Frachter schließlich an die mexikanische Reederei Naviera Para Mineral verkauft und in Los Llanitos umbenannt. Vor ihrer Havarie transportierte die Los Llanitos regelmäßig Metallpellets für den Stahlkonzern Mittal zwischen Lázaro Cárdenas und Manzanillo.

## Havarie und Verbleib
Anfang Oktober 2015 befand sich das Schiff im Hafen von Manzanillo und löschte ihre Ladung. Aufgrund des herannahenden Hurrikans Patricia wurde das Schiff Mitte Oktober angewiesen den Hafen zu verlassen. Am 23. Oktober verließ die Los Llanitos den Hafen und befand sich auf offener See, als sie von Hurrikan Patricia an die Küste getrieben wurde und am Punta de Navidad, nahe des Ortes Barra de Navidad, an der Felsenküste strandete. Die Hülle des Schiffes brach an verschiedenen Stellen und der Maschinenraum schlug Leck. Von den 27 Mann der Besatzung wurden 19 per Helikopter gerettet, acht Mann verblieben zur Sicherung des Havaristen vorübergehend an Bord.
Um ein Austreten von Schadstoffen zu vermeiden, wurden nach der Strandung Ölsperren rund um das Schiff ausgelegt. Wenige Tage nach der Havarie gaben mexikanische Behörden bekannt, das Schiff aufgrund der strukturellen Schäden als künstliches Riff versenken zu wollen. Anfang November erreichten ein aus Panama angefordertes Tankschiff und ein Schlepper, die Resolve Comander, den Havaristen und begannen mit dem Abpumpen des Treib- und Schmierstoffes. Bis Mitte November wurden 520.000 Liter Öl und Treibstoff und 1.700 Liter weiterer chemischer Produkte von einem griechischen Bergungsunternehmen und einer weitern Bergungsfirma von Bord des Havaristen entfernt.
Anfang 2016 verkaufte die Reederei das Schiff an Abbrecher. Im Mai 2016 forderten mexikanische Behörden den Eigner des Schiffes zur Beseitigung des Havaristen auf. Im Jahr 2017 entfernte ein belgisches Abwrackunternehmen das Deckhaus und Teile der Deckausstattung. Zwei Jahre nach der Havarie, im Oktober 2017, gaben die zuständigen mexikanischen Behörden bekannt, dass sich das Wrack der Los Llanitos in einem Zustand des zunehmenden Verfalls befindet. Das Heck, mitsamt Resten des Deckhauses, war abgetrennt vom restlichen Rumpf und in Schräglage. Die Behörden betonten jedoch, dass von dem Wrack keine Gefahr einer Verschmutzung ausgehe. Ab Oktober 2017 soll das Wrack alle zwei Wochen von den Behörden kontrolliert werden.
Bei Touristen ist das Wrack aufgrund dessen Lage, nahe eines Wanderweges, beliebt.